# Wrottesley Hall

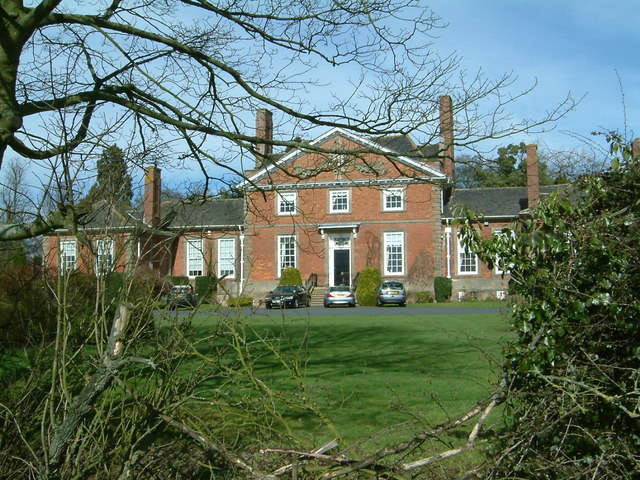
Wrottesley Hall, Staffordshire

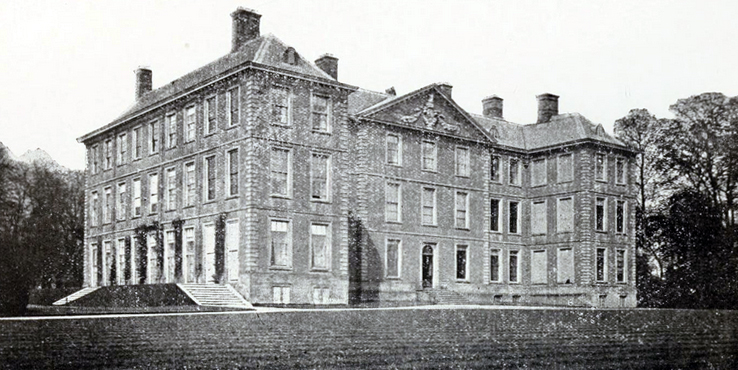
Wrottesley Hall antes do incêndio de 1897

Wrottesley Hall é um edifício classificado como Grade II construído em 1923 na paróquia civil de Perton e historicamente parte de Tettenhall em Staffordshire, Inglaterra.
A mansão de Wrottesley tinha sido mantida pela família Wrottesley (originalmente 'de Verdun') desde o século XII, tendo sido concedida a Simon de Verdun de Cocton (Coughton, Warwickshire), filho de William (de Verdun) de Cocton por Adam, o abade de Evesham. A escritura de concessão de Wrottesley e Loynton em Staffordshire a Simon foi testemunhada por alguns de seus parentes: Bertram de Verdun (III) de Castelo de Alton, Guy de Verdun e Roeland de Verdun. A escritura é datada em algum momento entre 1160, quando Adam se tornou abade e 1167, quando Simon aparece no Pipe Roll para Staffordshire como senhor de Wrottesley.
Uma casa de Tudor com fosso que ficava no local foi demolida em 1686 e substituída por Sir Walter Wrottesley, 3.º Baronete para projetos de Christopher Wren, como uma mansão de planta 'H' de quatro andares, composta por um bloco de entrada central com frontão de três vãos e alas laterais de quatro vãos cada, em uma área de 2 000
-acre(s) (8,1 km2).
A casa foi destruída por um incêndio em 1897 e substituída pela estrutura actual de proporções mais modestas em 1923, composta por um bloco central de três vãos fronteiriço de dois pisos e um piso térreo de quatro alas de vãos. O frontão carrega as armas da família Wrottesley. Degraus exteriores e edifícios auxiliares do salão original pré-1897 são listados como Grade II.
Durante a Segunda Guerra Mundial, o parque foi a base das forças holandesas livres. A propriedade foi desmembrada quando o 5.º Barão foi vendido em 1963 e se mudou para a África do Sul. A casa foi então comprada pela família Hartill na década de 1960, que transformou a cocheira adjacente listada como Grade II em unidades residenciais. O Wrottesley Golf Course foi fundado na década de 1970, e  funciona até hoje.